# 近藤用勝
近藤 用勝（こんどう　もちかつ、天正9年（1582年） - 元和4年8月4日（1618年9月22日））は、江戸時代初期の紀州藩家臣。近藤康用の末子。通称平四郎、のちに平右衛門。六男に黒田用綱がいる。
はじめ徳川家康に仕え、のちに命により和歌山藩主徳川頼宣に仕えた。法名は覚円。